# ジャガー・マークV
ジャガー・マークV（Jaguar MarkV ）はイギリスの自動車メーカージャガーが1948年から1950年まで生産していたセダンである。

## 概要
第二次世界大戦が終わってSSカーズはジャガーと改名し、戦前からのジャガー・マークIVのうちSS2½サルーンとSS3½サルーンのブランドをSSジャガーからジャガーに変更しただけで販売しつつ、終戦直後からエンジン/シャシ/ボディの全てを新設計するセダンの設計を進めていたが、3年を経過してもボディができ上がらず、やむなくシャシのみを前輪独立懸架の新設計とし従前の改良型ボディと従前と同一エンジンを積んで、1948年10月戦後最初のロンドンモーターショーに戦後初の新型車としてマークVを出品した。このためウィリアム・ライオンズはこのモデルを過渡的なモデルとして考えていたとされている。
エンジンは従前と同一ながら自製になった。これは従前ジャガーにエンジンを供給していたスタンダード・モーター・カンパニーが、新型車バンガードに4気筒エンジンを搭載する旨を決定したことで不要になった6気筒の工作機械をジャガーが譲り受け、自製が可能になった。直列6気筒OHV、ボアφ73.0mm×ストローク106.0mmで2,663cc、圧縮比7.3、102hp/4,600rpmである。
ボディは4ドアサルーンと2ドア/4ドアドロップヘッドクーペが存在した。ホイールベースは3,050mm、全長4,760mm、全幅1,770mm、全高1,590mmで、3½サルーンよりさらに拡大されている。デザインは戦前からそれほど進歩していないがヘッドライトがフェンダーに埋め込まれ、ルーフが曲線的になっている。
トランスミッションは4MT。
ホイールは従前の18inから16inへ変更された。